# Karol Bielecki
Karol Bielecki (Sandomierz, Poljska, 23. siječnja 1982.) je poljski rukometaš i nacionalni reprezentativac. Trenutno je član poljskog Vive Targija iz Kielca.
Igrač je u razdoblju od 1999. do 2004. igrao za domaće Vive Targi Kielce te je s klubom 2003. osvojio poljsko prvenstvo. Nakon toga, Bielecki 2004. prelazi u njemačku Bundesligu gdje potpisuje za SC Magdeburg. Za klub je nastupao do prosinca 2007. kada odlazi u Rhein-Neckar Löwen.
Kao član poljske reprezentacije, Bielecki je u lipnju 2010. nastupio u prijateljskoj utakmici protiv Hrvatske. Tada je igraču u sudaru s Josipom Valčićem teško ozlijeđeno lijevo oko. Zbog toga je u kratkom periodu dva puta operirao oko te odlučio prekinuti igračku karijeru. Nekoliko je dana poslije promijenio svoju izjavu i najavio da će se vratiti.  Međutim, igrač je mjesec dana nakon objave o prekidu karijere, hrabro izjavio da će ipak nastaviti igrati rukomet. Vratio se je 22. lipnja 2010. godine.
Nakon operacije, Bielecki je počeo igrati sa specijalnim naočalama te je prilikom povratka u Bundesligu postigao 11 golova u susretu protiv Frisch Auf Göppingena 1. rujna 2010. godine.
Igrač je s Poljskom 2007. nastupio u finalu Svjetskog prvenstva u Njemačkoj dok je 2009. na Svjetskom prvenstvu u Hrvatskoj osvojio broncu u utakmici protiv Danske. Zbog uspjeha postignutog 2007., Bielecki je zajedno s drugim poljskim reprezentativcima visokim poljskim ordenom Zlatnim križem za zasluge iz ruku poljskog predsjednika Lecha Kaczyńskog. 2015. poljski ga je predsjednik Bronisław Komorowski odlikovao Kavalirskim križem Redom preporoda Poljske (Krzyż Kawalerski Orderu Odrodzenia Polski).
Veliki je uspjeh postigao na Olimpijskim igrama 2016. godine. Kao čovjek koji vidi na samo jedno oko, bio je najbolji strijelac olimpijskog turnira, postigavši pogotke protiv najjačih svjetskih reprezentacija i doveo svoju reprezentaciju u borbu za odličja. Osim činjenice da je ovo uspio kao invalid i u jakoj konkurenciji vrsnih strijelaca, Bielecki je ovo postigao u visokoj igračkoj dobi za rukometaša. 

## Unutarnje poveznice
- Karol Bielecki na poljskom Wikicitatu